# South Penrith, New South Wales
South Penrith este o suburbie în Sydney, Australia.